# Захар'їно (Волоколамський район)
Захар'їно (рос. Захарьино) - присілок у Волоколамському районі Московської області Російської Федерації.
Орган місцевого самоврядування - сільське поселення Ярополецьке. Населення становить 2 осіб (2016).

## Історія
З 14 січня 1929 року входить до складу новоутвореної Московської області. Раніше належало до Волоколамського повіту Московської губернії.
Сучасне адміністративне підпорядкування сільському поселенню з 2006 року.

## Населення
| 1852 | 1859 | 1926 | 2002 | 2006 | 2010 | 2013 |
| ---- | ---- | ---- | ---- | ---- | ---- | ---- |
| 35   | ↗37  | ↗138 | ↘0   | →0   | →0   | ↗2   |
| 2014 | 2015 | 2016 |      |      |      |      |
| →2   | →2   | →2   |      |      |      |      |